# Glossophaga morenoi
Glossophaga morenoi é uma espécie de morcego da família Phyllostomidae.
É endémica do México.